# Fábrica de Moneda

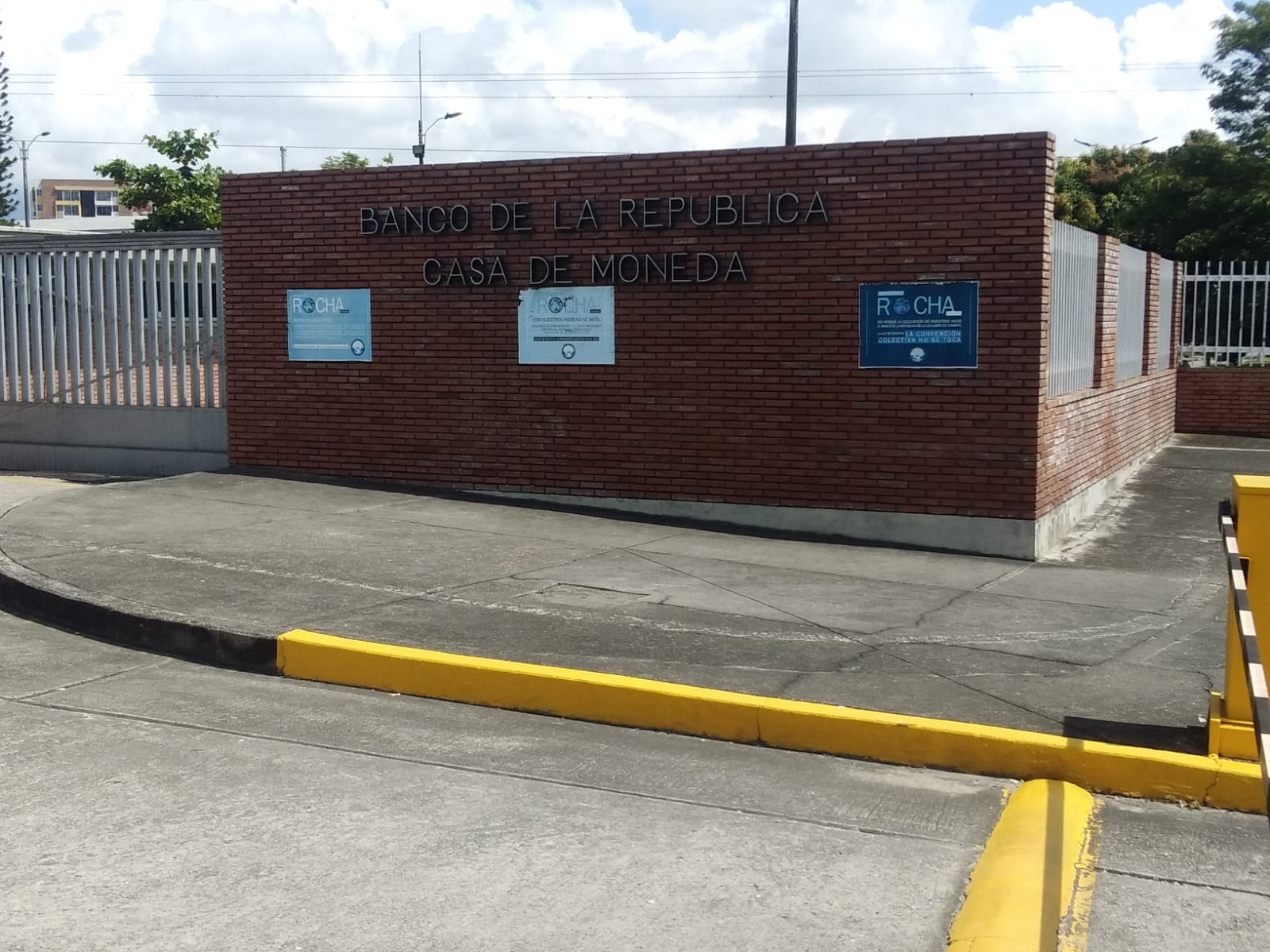

De Fábrica de Moneda is het nationale munthuis van Colombia. De Munt werd opgericht in 1982 en is gevestigd in Ibagué. Tot 1987 werden de munten geslagen (met basismuntplaatjes uit de Fábrica) in de Casa de la Moneda in Bogotá, waar nu het muntmuseum Museo Casa de Moneda zich bevindt. Het munthuis slaat de munten van de Colombiaanse peso en ook van andere landen, zoals de Costa Ricaanse colón en de Ecuadoraanse sucre.